# Sofia Augusta de Holsácia-Gottorp
Sofia Augusta de Holsácia-Gottorp (em alemão:  Sophie Auguste; Castelo de Gottorf, 5 de dezembro de 1630 — Coswig, 12 de dezembro de 1680) foi princesa de Anhalt-Zerbst como esposa de João VI, Príncipe de Anhalt-Zerbst, e foi regente do principado durante a menoridade do filho, Carlos Guilherme, de 1667 a 1674. Também foi bisavó da rainha Catarina II da Rússia, além de ter sido ancestral do rei Jorge III do Reino Unido.

## Família
Madalena Sibila foi a primogênita de Frederico III, Duque de Holsácia-Gottorp e de Maria Isabel, Duquesa da Saxônia.
Os seus avós paternos eram João Adolfo, Duque de Holsácia-Gottorp e a princesa Augusta da Dinamarca, filha do rei Frederico II da Dinamarca e de Sofia de Meclemburgo-Güstrow. Os seus avós maternos eram João Jorge I, Eleitor da Saxônia e Madalena Sibila da Prússia.
Madalena teve quinzes irmãos, incluindo: Madalena Sibila, mãe de Luísa de Meclemburgo-Güstrow, rainha consorte da Dinamarca e Noruega; Maria Isabel, condessa de Hesse-Darmstadt; Edviges Leonor, rainha da Suécia como esposa de Carlos X Gustavo, e mais tarde regente do filho, Carlos XI; Cristiano Alberto, Duque de Holsácia-Gottorp, casado a princesa Frederica Amália da Dinamarca; Augusta Maria, assim como Sofia Augusta, também foi bisavó da rainha Catarina II da Rússia, entre outros.

## Biografia
No dia 16 de setembro de 1649, Sofia Augusta se casou com João VI, filho de Rodolfo, Príncipe de Anhalt-Zerbst e de sua segunda esposa, Madalena de Oldemburgo, no Castelo de Gottorf. Ela tinha 18 anos, e ele tinha 28. 
O casal teve quatorze filhos, porém, apenas quatro meninos e uma menina sobreviveram à infância. Após a morte do marido em 1667, a princesa se tornou regente em nome do filho, Carlos Guilherme, entre os anos de 1667 a 1674.
Sofia Augusta faleceu aos 50 anos, em 12 de dezembro de 1680, e foi enterrada na Igreja de São Bartolomeu, em Zerbst.

## Descendência
- João Frederico (1 de outubro de 1650 – 13 de março de 1651), foi príncipe hereditário de Anhalt-Zerbst;
- Jorge Rodolfo (8 de setembro de 1651 – 26 de fevereiro 1652),foi príncipe hereditário de Anhalt-Zerbst;
- Carlos Guilherme, Príncipe de Anhalt-Zerbst (6/16 de outubro de 1652 - 3/8 de novembro de 1718), sucessor do pai. Foi marido de Sofia de Saxe-Weissenfels, com quem teve três filhos, entre eles Madalena Augusta, avó materna do rei Jorge III do Reino Unido;
- Antônio Gunter (11 de novembro de 1653 – 10 de dezembro de 1714), foi príncipe de Anhanlt-Mühlingen através do castelo que ganhou do pai. Teve um caso com a dama de companhia da mãe, Augusta Antônia Marschall de  Bieberstein, com quem teve uma filha, Antonieta de Günthersfeld, que foi legitimada após o casamento morganático dos pais;
- João Adolfo (2 de dezembro de 1654 – 19 de março 1726), participou da coroação do imperador Carlos VI, sendo condecorado com a Ordem de São Huberto. Não se casou e nem teve filhos;
- João Luís I, Príncipe de Anhalt-Dornburg (4 de maio de 1656 – 1 de novembro de 1704), foi príncipe de Anhalt-Dornburg, tendo herdado a cidade de Dornburg. Através de seu casamento morganático com Cristina Leonor de Zeutsch que produziu sete filhos, foi avô de Catarina II da Rússia
- Joaquim Ernesto (30 de julho de 1657 – 4 de junho de 1658);
- Madalena Sofia (31 de outubro de 1658 – 30 de março de 1659);
- Frederico (11 de julho de 1660 – 24 de novembro de 1660);
- Edviges Maria Leonor (30 de janeiro de 1662 – 30 de junho de 1662);
- Sofia Augusta de Anhalt-Zerbst (9 de março de 1663 – 14 de setembro de 1694), foi duquesa de Saxe-Weimar pelo seu casamento com João Ernesto III, Duque de Saxe-Weimar, com quem teve cinco filhos;
- Uma filha (nasceu e morreu em 12 de fevereiro de 1664);
- Alberto (nasceu e morreu em 12 de fevereiro de 1665);
- Augusto (23 de agosto de 1666 – 7 de abril de 1667).